# Uruk

Expansiunea Urukului

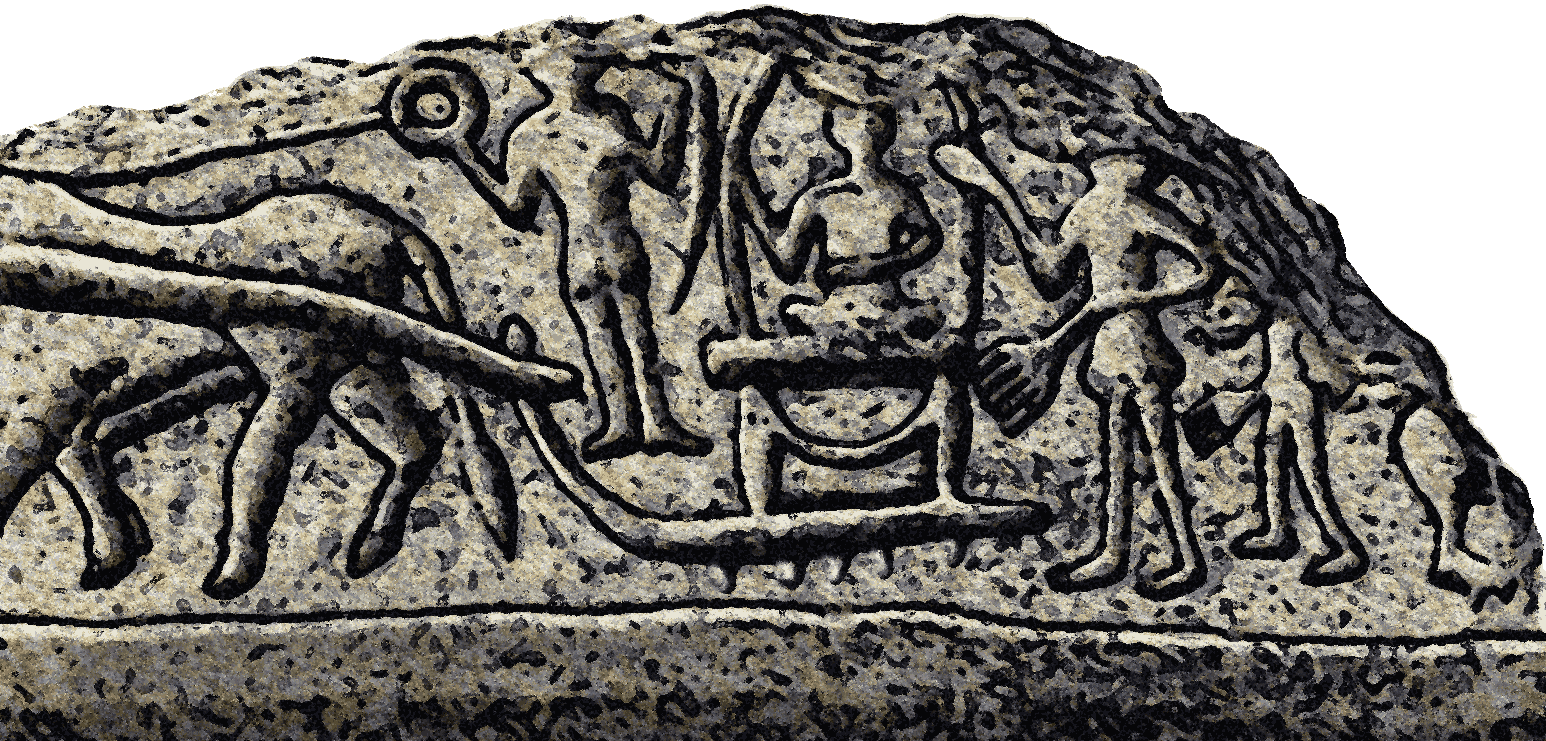
Viața de zi cu zi pe o stelă

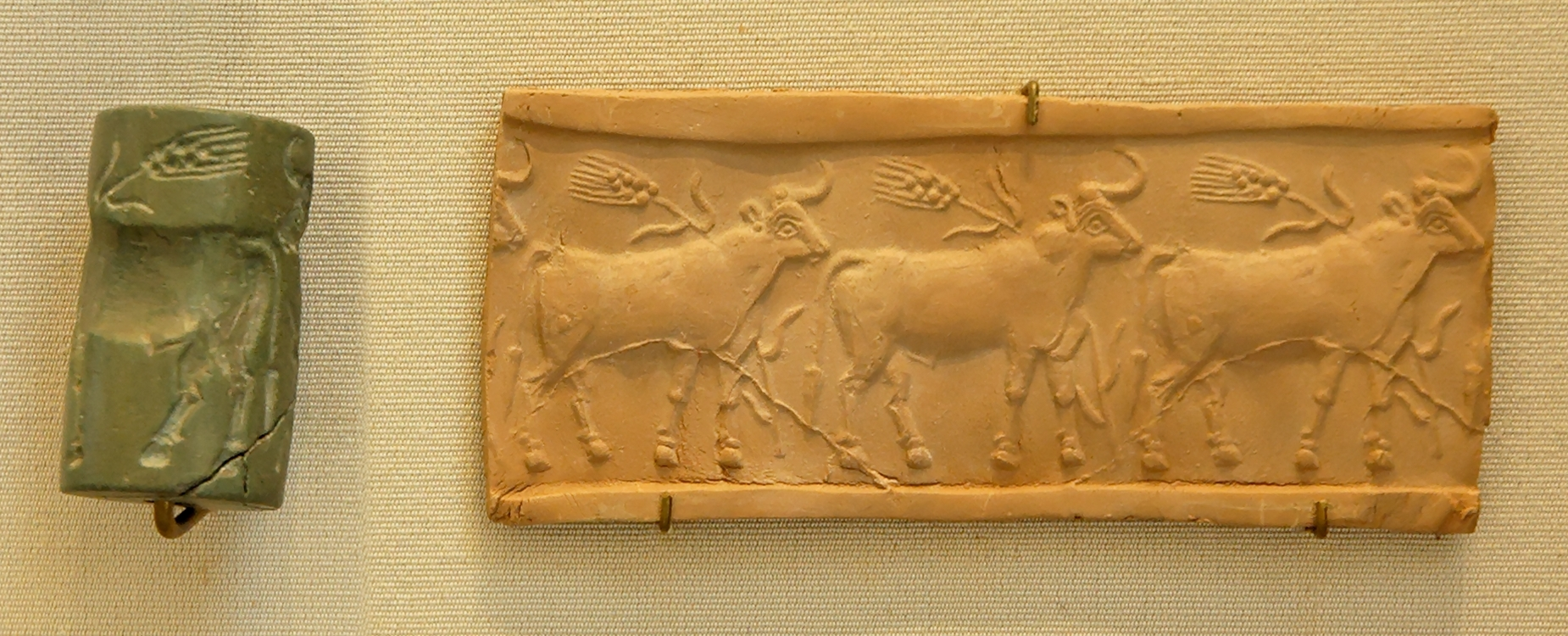
Piese din Uruk

Uruk, (nume scris cu cuneiforme: 𒌷𒀔) cunoscut și cu numele de Warka, a fost un oraș antic din Sumer (și mai târziu din Babilonia) situat la est de albia actuală a râului Eufrat, pe canalul antic secat al Eufratului 30 km la est de Samawah de astăzi, provincia Al-Muthannā, Irak.
Uruk este situl eponim al perioadei Uruk. Uruk a jucat un rol de bază în urbanizarea timpurie a Sumerului la mijlocul mileniului al IV-lea î.Hr. Spre sfârșitul perioadei Uruk în jurul anului 3100 î.Hr., orașul ar fi putut avea 40.000 de locuitori, și 80.000-90.000 de oameni locuind în împrejurimile sale, făcându-l cea mai mare zonă urbană din lume la acea vreme. Legendarul rege Ghilgameș, conform cronologiei prezentate în Lista Regilor Sumerieni, a condus Urukul în secolul al XXVII-lea î.Hr. În mileniul III î.Hr. cunoaște o maximă înflorire economică și politică, disputându-și cu Ur, Kiș și Lagaș hegemonia asupra Sumerului. Înfrânge armata guților și stabilește independența Sumerului. Uruk va rămâne timp de două milenii un important centru religios, aici fiind venerați zeii Iștar și Dumuzi. Templele au fost restaurate de regele Hammurabi (1728-1686), de regii kasiți ai Babilonului, de suveranii asirieni și caldeeni. 
Orașul și-a pierdut importanța primordială în jurul anului 2000 î.Hr. în contextul luptei Babiloniei împotriva Elamului, dar a rămas locuit în timpul perioadelor seleucidă (312–63 î.Hr.) și partică (227 î.Hr. până în 224 d.Hr.), până când a fost abandonat în cele din urmă cu puțin timp înainte sau după cucerirea islamică din 633– 638.
William Kennett Loftus a vizitat situl Uruk în 1849, identificându-l drept „Ereh”, cunoscut drept „al doilea oraș al lui Nimrod”, și a condus primele săpături între 1850 și 1854.